# 満月様顔貌
満月様顔貌（まんげつようがんぼう、moon-face）は、中心性肥満の一種で、顔や体幹などの中心部に脂肪が沈着する症状の一つである。

## 概要
ステロイドの長期間大量使用や副腎皮質ホルモンの一種である糖質コルチコイドの過剰分泌による脂肪沈着から、満月様となった顔貌をいう。同時に皮膚が薄くなり循環血漿量が低下し皮下の毛細血管が透けるため赤ら顔（多血症）となったり、皮脂腺の活動が亢進して痤瘡を生じて、しばしば口囲などに多毛症を伴う。肩に脂肪が沈着して野牛肩を生じたりする。クッシング症候群、副腎皮質ホルモンを大量、長期間服用している患者に典型的にみられる。ムーンフェイスや丸顔とも呼ばれる。満月様顔貌を引き起こすステロイド薬の種類には喘息などの治療に使われるプレドニゾロンやデキサメタゾンがある。